# Arte journal junior
Arte journal junior est un journal télévisé franco-allemand pour les enfants diffusé depuis le 9 février 2014 sur Arte d'abord le dimanche à 9 h 5, puis du lundi au vendredi à 7 h 35 à partir du 7 septembre 2015. À cette date, le programme dominical prend la forme d'un magazine d'informations sous le nom d'Arte Junior le mag. Les émissions sont présentées en alternance par Carolyn Höfchen, Magali Kreuzer, Dorothée Haffner, Frank Rauschendorf et Carine Feix.

## Concept
Arte journal junior explique l'actualité européenne et internationale aux enfants, avec un langage simple, sans les termes journalistiques habituels. Les sujets sont choisis à partir de questions d'enfants récoltés dans plusieurs écoles bilingues.
Arte Junior le mag est un format plus long proposant des portraits d'enfants et des reportages réalisés par des journalistes en herbe.

## Historique
Le 9 février 2014, Arte lance Arte Journal Junior, un journal télévisé de 14 minutes conçu pour les 8-12 ans par Marco Nassivera, directeur de l'information d'Arte. Il est diffusé tous les dimanches à 9 h 35 et est présenté dans les deux langues (français et allemand) et en alternance par les journalistes Carolyn Höfchen, Magali Kreuzer et Dorothée Haffner,. La rédaction se rend chaque semaine dans une école bilingue de Strasbourg (France) ou de Kehl (Allemagne) afin de recueillir les questions des élèves. 
Le 7 septembre 2015, le programme s'enrichit d'un journal quotidien de 6 minutes diffusé du lundi au vendredi à 7 h 35 et disponible dès la veille à 18 h 30 sur internet. Le rendez-vous du dimanche est renommé Arte Junior le mag et s'articule autour des dossiers et de reportages,. Frank Rauschendorf rejoint l'équipe de présentateurs.

## Distinctions
- Prix média ENFANCE majuscule 2020 Catégorie jeunesse